# Marsilea quadrifolia
Espèce
Statut de conservation UICN

 LC  : Préoccupation mineure
La Marsilée à quatre feuilles ou Fougère d'eau à quatre feuilles (Marsilea quadrifolia) est une fougère aquatique de la famille des Marsileaceae et de l'ordre des Salviniales (anciennement des Hydroptéridales). Cette fougère rare est protégée sur tout le territoire français.

## Description

### Appareil végétatif
La Marsilée à quatre feuilles présente un rhizome rampant et des frondes isolées portées par un long pétiole. Ces frondes font penser à un trèfle à quatre feuilles ; elles sont en effet divisées en quatre folioles de forme triangulaire à ovale, à disposition en rosette. Les frondes flottent à la surface de l'eau.
À la base du pétiole, il se forme des frondes fertiles modifiées appelées sporocarpes, de forme ovoïde. Ils portent des sores sur la face inférieure. La face supérieure est épaisse et dure. La période de sporulation va de juillet à novembre, et le mode de dissémination est hydrochore.

## Répartition géographique et habitat
La Marsilée à quatre feuilles se rencontre dans les régions où règne un hiver doux. En France, on la trouve dans le bassin de la Loire, le bassin moyen du Rhône, dans l'est et le sud-ouest où elle est rare partout.
Elle vit sur la bordure des plans d'eau stagnante (mares, fossés) et sur les terrains temporairement inondés.

## Menaces et vulnérabilité
Le statut de conservation, c'est-à-dire le risque d'extinction, de Marsilia quadrifolia est évalué au travers de diverses listes rouges selon la méthodologie de l'IUCN. Elle n'est pas considérée menacée au niveau mondial (LC), mais elle est évaluée "Vulnérable" (VU) en Europe et "Quasi-menacée" (NT) en France. Au niveau régional, sur les 11 régions où l'on peut la trouver, elle est considérée en "Danger d'extinction" (EN) dans 6 régions, en "Danger critique d'extinction" (CR) dans 4, et "Éteinte régionalement" (RE) dans la dernière.

## Statut de protection
Cette espèce est inscrite sur la liste des espèces végétales protégées sur l'ensemble du territoire français métropolitain en Annexe I.

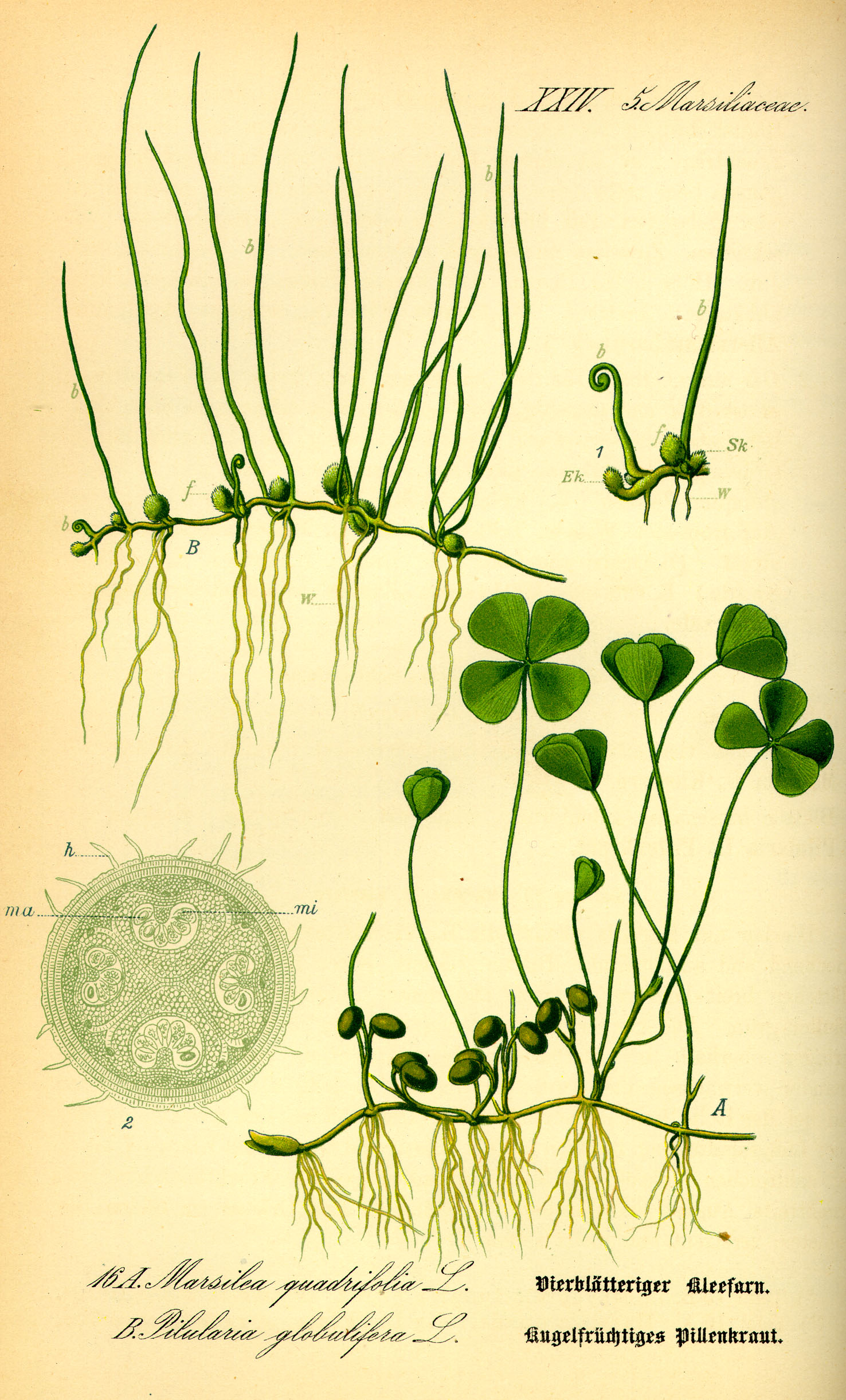
Marsilea quadrifolia, illustration.

## Utilisation alimentaires

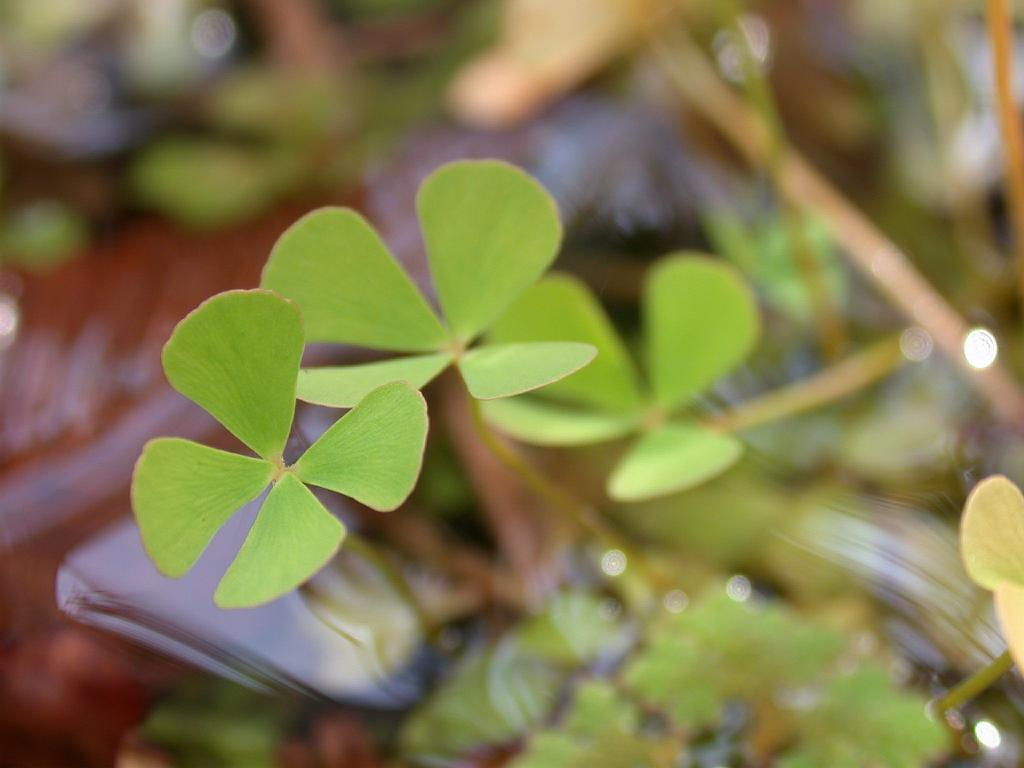
Fougère à quatre feuilles.

Marsilia quadrifolia est encore cuisinée en Chine, dans la région de Suzhou, sautée avec de l'ail haché, et agrémentée de sauce de soja. Cette espèce est également connue et consommée au Cambodge, où elle est le plus souvent appelée "chân-tul phnom" (ចន្ទល់ភ្នំ). Selon l'ethnobotaniste François Couplan, à Madagascar, une espèce proche, locale, est mangée en brède (comme légume, cuit avec le riz dans l'eau).
En Bulgarie, elle a comme nom vernaculaire celui d'une herbe magique, la raskovnik.